# 柳井市
柳井市（日语：／ Yanai shi */?）是山口縣東南部室津半島東岸的市，轄區內半數以上地區為丘陵地，主要市區集中在海岸附近的平地上。

## 人口
| 柳井市人口分布圖 |                                               |  |
| 柳井市與日本全國年齡別人口分布比較圖 （2005年資料） | 柳井市的年齡、男女別人口分布圖 （2005年資料） |  |
| ■紫色是柳井市 ■綠色是全国 | ■藍色是男性 ■紅色是女性                       |  |
| 柳井市人口變化 \| 1970年 \| 42,841人 \| \| \| 1975年 \| 43,341人 \| \| \| 1980年 \| 42,912人 \| \| \| 1985年 \| 41,798人 \| \| \| 1990年 \| 40,478人 \| \| \| 1995年 \| 38,963人 \| \| \| 2000年 \| 37,251人 \| \| \| 2005年 \| 35,927人 \| \| \| 2010年 \| 34,730人 \| \| \| 2015年 \| 32,945人 \| \| \| 2020年 \| 30,799人 \| \| |                                               |  |
| 資料來源：日本總務省統計中心提供之人口普查數據 |                                               |  |
| 1970年 | 42,841人                                      |  |
| 1975年 | 43,341人                                      |  |
| 1980年 | 42,912人                                      |  |
| 1985年 | 41,798人                                      |  |
| 1990年 | 40,478人                                      |  |
| 1995年 | 38,963人                                      |  |
| 2000年 | 37,251人                                      |  |
| 2005年 | 35,927人                                      |  |
| 2010年 | 34,730人                                      |  |
| 2015年 | 32,945人                                      |  |
| 2020年 | 30,799人                                      |  |

## 歷史
在中世紀時期，柳井港為瀨戶內海內的主要港口，並為周防國的海上交通要衝，並成為商業的中心。
在江戶時代屬於岩國吉川家（岩國領）的領地。

### 年表
- 1889年4月1日：實施町村制，現在的轄區在當時分屬：
  - 玖珂郡：柳井津町、柳井村、古開作村、日積村、新庄村、余田村、伊陸村、鳴門村、神代村。
  - 大島郡：平郡村。
  - 熊毛郡：伊保庄南村、伊保庄村。
- 1901年3月1日：伊保庄南村改名為阿月村。
- 1905年1月1日：柳井津町、柳井村、古開作村合併為柳井町。[3]
- 1954年3月31日：柳井町、日積村、新庄村、余田村、伊陸村合併為柳井市。[4]
- 1954年5月1日：平郡村被併入柳井市。
- 1955年4月1日：鳴門村與神代村的部分地區合併為大畠村。
- 1956年7月20日：阿月村被併入柳井市。
- 1956年9月30日：伊保庄村被併入柳井市。
- 1971年4月1日：大畠村改制為大畠町。
- 2005年2月21日：柳井市與大畠町合併為新設置的柳井市。

### 變遷表
| 1889年4月1日        | 1889年 - 1926年             | 1926年 - 1954年            | 1955年 - 1989年            | 1955年 - 1989年          | 1989年 - 現在              | 現在                       |
| ------------------- | --------------------------- | -------------------------- | -------------------------- | ------------------------ | -------------------------- | -------------------------- |
| 玖珂郡由宇村        | 1926年2月11日 改制為由宇町  | 1926年2月11日 改制為由宇町 | 由宇町                     | 由宇町                   | 2006年3月20日 合併為岩國市 | 2006年3月20日 合併為岩國市 |
| 玖珂郡神代村        |                             |                            | 由宇町                     | 由宇町                   | 2006年3月20日 合併為岩國市 | 2006年3月20日 合併為岩國市 |
| 1955年4月1日 大畠村 | 1971年4月1日 改制為大畠町。 | 2005年2月21日 合併為柳井市 | 2005年2月21日 合併為柳井市 |                          |                            |                            |
| 1955年4月1日 大畠村 | 1971年4月1日 改制為大畠町。 | 2005年2月21日 合併為柳井市 | 2005年2月21日 合併為柳井市 | 玖珂郡鳴門村             |                            |                            |
| 玖珂郡柳井津町      | 1905年1月1日 合併為柳井町   | 2005年2月21日 合併為柳井市 | 2005年2月21日 合併為柳井市 | 1954年3月31日 柳井市     | 柳井市                     | 柳井市                     |
| 玖珂郡柳井村        | 1905年1月1日 合併為柳井町   | 2005年2月21日 合併為柳井市 | 2005年2月21日 合併為柳井市 | 1954年3月31日 柳井市     | 柳井市                     | 柳井市                     |
| 玖珂郡古開作村      | 1905年1月1日 合併為柳井町   | 2005年2月21日 合併為柳井市 | 2005年2月21日 合併為柳井市 | 1954年3月31日 柳井市     | 柳井市                     | 柳井市                     |
| 玖珂郡日積村        |                             | 2005年2月21日 合併為柳井市 | 2005年2月21日 合併為柳井市 | 1954年3月31日 柳井市     | 柳井市                     | 柳井市                     |
| 玖珂郡新庄村        |                             | 2005年2月21日 合併為柳井市 | 2005年2月21日 合併為柳井市 | 1954年3月31日 柳井市     | 柳井市                     | 柳井市                     |
| 玖珂郡余田村        |                             | 2005年2月21日 合併為柳井市 | 2005年2月21日 合併為柳井市 | 1954年3月31日 柳井市     | 柳井市                     | 柳井市                     |
| 玖珂郡伊陸村        |                             | 2005年2月21日 合併為柳井市 | 2005年2月21日 合併為柳井市 | 1954年3月31日 柳井市     | 柳井市                     | 柳井市                     |
| 大島郡平郡村        | 大島郡平郡村                | 2005年2月21日 合併為柳井市 | 2005年2月21日 合併為柳井市 | 1954年5月1日 併入柳井市  | 柳井市                     | 柳井市                     |
| 熊毛郡伊保庄南村    | 1901年3月1日 改名為阿月村   | 1901年3月1日 改名為阿月村  | 2005年2月21日 合併為柳井市 | 1956年7月20日 併入柳井市 |                            | 柳井市                     |
| 熊毛郡伊保庄村      | 熊毛郡伊保庄村              | 熊毛郡伊保庄村             | 2005年2月21日 合併為柳井市 | 1956年9月30日 併入柳井市 |                            | 柳井市                     |

## 交通

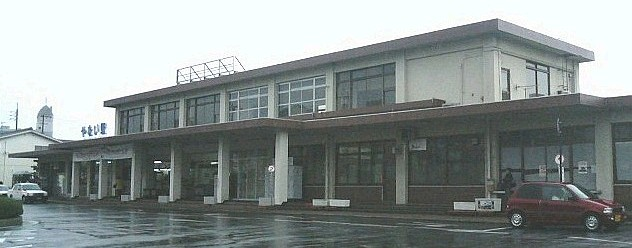
柳井車站

### 鐵路
- 西日本旅客鐵道
  - 山陽本線：大畠車站 - 柳井港車站 - 柳井車站

## 觀光資源
- 柳和井戶（「柳井」地名的發源地）
- 白壁之町街道（重要傳統的建物群保存地區）
- 舊周防銀行本店（建於1907年的西式建築，為山口縣內最古老的銀行建築。）
- 國森家住宅（國家重要文化財）

## 教育
高等學校
- 山口縣立柳井高等學校（日语：山口県立柳井高等学校）
- 山口縣立柳井商工高等學校（日语：山口県立柳井商工高等学校）
- 柳井學園高等學校（日语：柳井学園高等学校）

## 友好都市

### 海外
- 考愛郡（美國夏威夷州）
- 章丘区（中華人民共和國山東省济南市）：於2004年5月14日締結為友好都市。[5]
- 淮南市（中華人民共和國安徽省）

## 本地出身之名人
- 河村健一郎：前職業棒球選手
- 月性：幕末時期尊皇攘夷派的僧侶
- 玉野井芳郎：經濟學者，東京大學名譽教授
- 難波和彥：曾獲グッドデザイン賞和吉岡賞的建築師
- 西岡廣吉：戰前的岡山縣知事
- 平井龍：前山口県知事
- 松島詩子：歌手、名譽市民
- 森永勝也：前廣島東洋鯉魚監督

## 外部連結
- （日語） 柳井市觀光協會 （页面存档备份，存于）
- （日語） 柳井商工會 （页面存档备份，存于）